# Revenge (album XXXTentacion)
| Recensione    | Giudizio |
| ------------- | -------- |
| SauteMagazine |          |
| I.E.          | positivo |

Revenge è il primo mixtape da solista del rapper statunitense XXXTentacion, pubblicato il 16 maggio 2017 dalla Empire Distribution e Bad Vibes Forever.
La pubblicazione del mixtape fu anticipata dal lancio del singolo Look at Me, prima sulla piattaforma online SoundCloud il 31 dicembre 2015, poi sul mercato iTunes il 29 gennaio 2016, fino ad arrivare alla pubblicazione datata 19 febbraio 2017.

## Pubblicazione
L'idea di produrre un mixtape da solista, il primo per la carriera di XXXTentacion, non fu immediata. Look at Me, canzone più celebre del rapper di Plantation, fu pubblicata nella piattaforma di condivisione musicale SoundCloud, dove XXXTentacion aveva già pubblicato il brano d'esordio Vice City, il 31 dicembre 2015. Dopo una prima pubblicazione su iTunes, il brano uscì il 19 febbraio 2017, in seguito alla controversia tra Onfroy e Drake. Anche le tracce YuNg BrAtZ e RIP Roach erano già state pubblicate, nel corso dell'estate 2016, sempre su SoundCloud.
Il 18 aprile 2017 avvenne la pubblicazione su SoundCloud dei brani Maxipads 4 Everyone, What in XXXTernation!? e soprattutto Slipknot, canzone destinata ad essere inserita in Revenge.

## Promozione

### The Revenge Tour
Il 26 aprile 2017, XXXTentacion annunciò l'inizio del suo primo tour nazionale, in collaborazione con i rapper Craig Xen e Ski Mask the Slump God, volto a sponsorizzare l'uscita prossima del mixtape Revenge. Tale tour, interrottosi bruscamente il 24 giugno per la morte per omicidio del cugino di Onfroy, fu caratterizzato da molteplici accadimenti discutibili:
- Alla tappa d'apertura di Houston, il rapper Wifisfuneral rimase schiacciato dalla folla di spettatori, dopo essere stato aggredito da due fan[11]
- Al concerto di San Diego, XXXTentacion svenne dopo essere stato assalito dal rapper Rob Stone (era in corso il dissidio tra XXXTentacion, Ski Mask e Rob Stone), mentre uno spettatore tra il pubblico fu aggredito con molteplici pugnalate[12]. Onfroy fu anche criticato per il mancato supporto nei confronti del fan aggredito[13]
- Alla tappa di Salt Lake City, il rapper, col tentativo di farsi lanciare dal suo entourage sulla folla, finì scagliato contro una barricata[14]
- Sempre a Salt Lake City, il rapper aggredì con un pugno un fan.[15]

## Accoglienza
Il web ed il pubblico in generale hanno accolto molto positivamente il mixtape di XXXTentacion (del resto, si tratta sostanzialmente di una raccolta di brani già pubblicati su SoundCloud). In un articolo di SaluteMagazine, Adrian Glover ha definito questa raccolta di canzoni un perfetto metodo per entrare a contatto con la generazione giovanile del XXI secolo, elogiando anche la voglia di Onfroy di correre rischi, attraverso una continua alternanza di brani violenti e calmi, con una complessiva valutazione di 5/5. Il sito I.E. definisce lo stile di XXXTentacion "brutale, aggressivo, narcisista", ma allo stesso tempo "calmo, rilassato, piacevole, sperimentale, minimalista".

## Tracce
1. Look at Me – 2:06 (testo: Jahseh Onfroy – musica: Cristian Rojas, Jimmy Duval)
2. I Don't Wanna Do This Anymore – 1:27 (testo: Jahseh Onfroy – musica: Khaed,  Jahseh Onfroy)
3. Looking for a Star – 2:17 (testo: Jahseh Onfroy – musica: Diplo, King Henry)
4. Valentine – 2:32 (testo: Jahseh Onfroy – musica: Mikey the Magician, Jahseh Onfroy)
5. King – 1:52 (testo: Jahseh Onfroy – musica: King Yosef)
6. Slipknot (feat. Kin$oul & Killstation) – 3:29 (testo: Jahseh Onfroy, KinSoul, Killstation – musica: P. Soul)
7. YuNg BrAtZ – 1:41 (testo: Jahseh Onfroy – musica: Stain)
8. RIP Roach (feat. Ski Mask the Slump God) – 2:49 (testo: Jahseh Onfroy, Stokeley Goulbourne – musica: Stain)

## Formazione
Musicisti
- XXXTentacion – voce, testi
- KinSoul – voce, testi
- Killstation – voce, testi
- Ski Mask the Slump God – voce, testi

Produzione
- Cristian Rojas – produzione
- Jimmy Duval – produzione
- Khaed – produzione
- Diplo – produzione
- King Henry – produzione
- Mikey the Magician – produzione
- King Yosef – produzione
- P. Soul – produzione
- Stain – produzione

## Classifiche

### Classifiche settimanali
| Classifica (2017-2018)    | Posizione massima |
| ------------------------- | ----------------- |
| Canada                    | 37                |
| Danimarca                 | 31                |
| Finlandia                 | 38                |
| Norvegia                  | 21                |
| Nuova Zelanda             | 35                |
| Stati Uniti               | 28                |
| US Top R&B/Hip-Hop Albums | 15                |
| Svezia                    | 42                |

### Classifiche di fine anno
| Classifica (2018) | Posizione |
| ----------------- | --------- |
| Islanda           | 81        |
| Stati Uniti       | 196       |